# 市川猿之助 (4代目)
四代目 市川 猿之助（いちかわ えんのすけ、1975年〈昭和50年〉11月26日 - ）は、日本の俳優、歌舞伎役者。屋号は澤瀉屋。定紋は澤瀉、替紋は三ツ猿。歌舞伎名跡「市川猿之助」の当代。東京都出身。本名は喜熨斗 孝彦（きのし たかひこ）。2012年6月、二代目市川亀治郎改め、四代目市川猿之助を襲名。

## 来歴
- 1975年（昭和50年） - 歌舞伎役者四代目市川段四郎の長男として東京に誕生。二代目市川猿翁（三代目猿之助）は伯父、その長男の俳優の香川照之（九代目市川中車）は従兄にあたる。俳優の高杉早苗は父方の祖母[2]。
- 1980年（昭和55年） - 7月、歌舞伎座『義経千本櫻』の安徳帝で初お目見得。
- 1983年（昭和58年） - 7月、歌舞伎座『御目見得太功記』の禿たよりで、二代目市川亀治郎を襲名して初舞台。
- 1985年（昭和60年） - 10月、歌舞伎座夜の部『雙生隅田川』で伯父三代目猿之助、七代目尾上菊五郎の3人で宙乗りを勤め、当時の最年少宙乗り記録を樹立。
- 1987年（昭和62年） - 9月、南座スペシャル「猿之助のすべて」Dプロ『連獅子』で狂言師左近後に仔獅子の精を勤める。親獅子の精は父・段四郎。
- 1989年（平成元年） - 7月、歌舞伎座昼の部『独楽』を弱冠13歳で勤める。
- 1998年（平成10年） - 3月、慶應義塾大学文学部国文学専攻を卒業。7月、歌舞伎座『義経千本櫻』のお里で名題昇進。
- 2002年（平成14年） - 8月、京都造形芸術大学春秋座「第一回亀治郎の会」を開催。
- 2003年（平成15年） - 7月公演を最後に、父・段四郎とともに猿之助一座を離脱。
- 2005年（平成17年） - 重要無形文化財（総合認定）に認定され、伝統歌舞伎保存会会員となる[3]。
- 2006年（平成18年） - 3月、三谷幸喜初演出の歌舞伎『決闘! 高田馬場』に出演。翌年、蜷川幸雄演出の歌舞伎『NINAGAWA十二夜』に出演。
- 2007年（平成19年） - 大河ドラマ『風林火山』では、武田信玄（晴信）役でテレビドラマ初出演。撮影時の様子を「（『風林火山』に出演するまで）テレビドラマに縁がないと思っていたけど、現場がよかった。千葉真一さんは僕に付きっきりで、映像のことを教えてくれた。従兄の香川照之は大河ドラマのスタッフさんを知ってるから、1日付いてくれて各部署に頭を下げてくれた」と振り返っている[4]。
- 2009年（平成21年） - 8月、Team申の舞台『狭き門より入れ』で現代劇に初出演。
- 2012年（平成24年） - 6月、新橋演舞場・初代市川猿翁・三代市川段四郎50回忌追善興行において四代目市川猿之助を襲名。渋谷ヒカリエ公式オープニングイベントとして「亀治郎大博覧会」を開催（4月28日 - 5月9日）。
- 2013年（平成25年） - 5月、京都芸術劇場「春秋座」芸術監督に就任。7月、松竹大歌舞伎東コース巡業の襲名披露44公演で96%の動員率および、延べ60000人の観客動員数の記録を樹立。
- 2014年（平成26年） - 3月、スーパー歌舞伎セカンド『空ヲ刻ム者』を制作、上演。
- 2015年（平成27年） - 10月、スーパー歌舞伎セカンド『ワンピース』を制作、上演。
- 2017年（平成29年） - 5月16日、大阪松竹座「五月花形歌舞伎」昼の部『金幣猿島郡』で1000回目の宙乗りを達成。
- 2021年（令和3年） - 7月30日、新型コロナウイルスへの感染[5]。「八月花形歌舞伎」は、同月20日に舞台復帰するまで坂東巳之助が代役を務めた[5][6]。
- 2023年（令和5年）
  - 5月18日、猿之助、父・段四郎、母が共に倒れているところが発見され、母親はその場で、段四郎は病院搬送後に死亡が確認された[7]。猿之助に命の別状はなかった[8][9]。自宅から猿之助が書いたとみられる遺書のようなものが見つかり[10]、警視庁は猿之助が心中を図った可能性があるとみて捜査[10]。両親の司法解剖の結果、向精神薬中毒により死亡した疑いがあることが判明[11]、任意による聴取で「両親と心中を図った」という趣旨を説明する[12][13]。
  - 6月27日、死亡した両親のうち母親に対する自殺幇助容疑で警視庁捜査1課に逮捕され、捜査本部がおかれた目黒警察署に身柄を移送[14][15]。警視庁捜査1課は5月末にも自殺幇助容疑での逮捕を検討していたが、公判維持の観点から東京地検の指示で再捜査した上で強制捜査に入った[14][16][17][18]。
  - 7月18日、父親の自殺の手助けもした疑いが強まったとして、自殺幇助の疑いで警視庁捜査1課が再逮捕[19][20]。
  - 7月20日、送検[21]。
  - 7月28日、母親と父親に対する自殺幇助の罪で起訴[22]、同日、猿之助側弁護人が東京地裁に保釈を請求[23]。
  - 7月31日、東京地裁は保釈を認める決定を出し[24]。検察側は決定を不服として準抗告したが、地裁は退けた[25]、保釈保証金500万円を即日納付後、同日、勾留先の原宿警察署から保釈[26]。
  - 10月20日、東京地裁で初公判があり、猿之助は起訴事実を認め[27]、検察側は懲役3年を求刑[28]。
  - 10月31日、京都芸術劇場春秋座の芸術監督を退任[29]。
  - 11月17日、東京地裁で判決公判があり、懲役3年・執行猶予5年の判決が言い渡された[30]。
  - 同日、所属事務所「ケイファクトリー」との契約終了[31]。
  - 同日、公式ファンクラブ『Kame Pro Club』解散。
  - 11月20日、懲役3年・執行猶予5年の有罪判決が確定[32][33]。
- 2024年（令和6年）
  - 6月16日、前年猿之助が自殺幇助罪有罪となった事件の影響により、公開が延期となっていた『劇場版「緊急取調室 THE FINAL」』の猿之助が演じた総理大臣・長内洋次郎の代役に石丸幹二を迎え再始動すると発表された[34]。

## 人物
歌舞伎における立役、女方、舞踊に至るまで、優れた理解力と表現力に富む。女方を多く勤めた亀治郎時代を経て、猿之助を襲名。
2007年にNHK大河ドラマ『風林火山』で武田晴信を演じて以降、テレビドラマ、映画、現代劇、バラエティ番組にも多数出演する。
暁星小学校、暁星中学校、暁星高校、慶應義塾大学文学部国文学専攻卒業。
京都芸術劇場「春秋座」芸術監督。公称身長171cm。
「猿之助」の名跡は伯父にあたる当代猿翁から受け継ぐ。幼少の頃から伯父に憧れ、『義経千本桜』の通称「四ノ切」で源九郎狐となって宙乗りをする先代を見て「ボクもああなるの」と話したという。自身の初演は2010年8月18日、国立劇場。襲名する年まで主宰した自主公演「亀治郎の会」の舞台だった。これを観た先代が「猿之助」の名跡を当代に譲る決意をしたともされ、以後、本公演で繰り返し上演、当たり役とする。生涯千回は演じたいと話す。
趣味は骨董品の蒐集と寺院仏閣巡り。幼少の頃の趣味は仏像集め。段ボール2箱分の仏像を披露し、父・段四郎の弟子を驚かせた逸話もある。その後は浮世絵を蒐集し、役者絵ばかりを所有した。しかし、その事で浮世絵関連の仕事が続き、同じ話ばかりで飽きたため「いっそのこと、コレクションは全部焼いてしまったということにした」。酒器も収集しており、和食を外食する時には桃山時代のお猪口を持参する事がある。2016年には骨董に関するエッセイ集『猿の眼 僕ノ愛スル器タチ』を著したが、持ち主が自分の収集品を述べる文章は「自己陶酔の自慢話に過ぎないじゃねえか!」と否定的である。
蔵書家。舞台で虚構の世界を演じるため、実生活で読む本は多くがノンフィクションであり、宗教、哲学、歴史を中心とした蔵書が多いという。スーパー歌舞伎『ヤマトタケル』などの作者でもある哲学者、梅原猛を学生時代から崇拝。2010年1月 - 6月には日本経済新聞プロムナード欄にエッセイを連載。
慶応の学生時代は、授業と麻雀の生活を楽しんだ。慶応塾生新聞のインタビューでは、「徹夜で友人と麻雀をしていました。夜中まで三田で麻雀をして、そのまま学校へ行く、みたいな生活でしたね（笑）」と語っている。
芸能界の交友も広い。高校生の頃からラジオ番組ニッポン放送『福山雅治のオールナイトニッポン』を愛聴する福山雅治のファンである。同じ事務所の先輩にあたる俳優・佐々木蔵之介は、社会人としての常識が備わった人物として尊敬しているという。四代目襲名と同時に、九代目中車を襲名した俳優・香川照之とは従兄でありながら互いに面識がなかったが、2006年の祖母の命日に墓参りをした際、たまたま出会ったことをきっかけに親交が始まった。大学時代の同級に当たる武者小路千家15世家元・千宗屋とは趣味の古美術・茶道具の蒐集を通し、その親交が続いている。
2006年の三谷幸喜演出による『決闘!高田馬場』が、外部の演出家による舞台への初出演であった。
2014年3月 - 4月、「スーパー歌舞伎II（セカンド）」と銘打って新作『空ヲ刻ム者』（前川知大作・演出、仏師・十和役で主演）を2ヶ月にわたって東京と大阪でそれぞれ上演。
2015年10月 - 11月、新橋演舞場で「スーパー歌舞伎II」の第2作として、人気コミック『ワンピース』（尾田栄一郎原作）を横内謙介脚本で制作。自身はルフィ、ハンコック、シャンクスの3役を演じた。最先端の技術と歌舞伎・スーパー歌舞伎の型を惜しみなく融合させ、加えて若手歌舞伎俳優の抜擢、ゆずの北川悠仁作詞・作曲の主題歌を起用するなど斬新な演出を試みた舞台に、歌舞伎、ワンピース双方のファンが連日足を運び、賑わいを見せた。翌年の大阪、福岡公演では大幅に脚本、演出に手を加え、さらに見所を増大させた。
2017年10月 - 11月、 2年ぶりに『ワンピース』誕生の地新橋演舞場で凱旋公演を行う。演出の変更、ダブルキャストの導入、ゆずの歌唱による『TETOTE』を携え、「ワンピースの完成形」と本人の語る舞台が10月6日に開幕したが、10月9日、昼の部の公演中に花道の昇降装置に衣装が巻き込まれ、左腕の複数箇所を骨折する重傷を負う。翌10日から休演。尾上右近が代役を勤め、公演は滞りなく千龝楽まで上演された。
2018年1月、歌舞伎座で行われた10代目松本幸四郎の襲名披露公演で左手を庇いながらも舞台復帰を果たす。

## 系譜
|              |              |              |              |              |              |  |  |            |            |            |            | 二代目段四郎 |            |  |  |              |              |              |              |              |              |  |  |            |            |            |            |                         |                         |                         |                         |                         |                         |          |          |          |          |  |  |  |  |  |  |  |  |  |  |  |  |  |  |
|              |              |              |              |              |              |  |  |            |            |            |            |              |            |  |  |              |              |              |              |              |              |  |  |            |            |            |            |                         |                         |                         |                         |                         |                         |          |          |          |          |  |  |  |  |  |  |  |  |  |  |  |  |  |  |
|              |              |              |              |              |              |  |  |            |            |            |            |              |            |  |  |              |              |              |              |              |              |  |  |            |            |            |            |                         |                         |                         |                         |                         |                         |          |          |          |          |  |  |  |  |  |  |  |  |  |  |  |  |  |  |
|              |              |              |              |              |              |  |  | 八代目中車 | 八代目中車 | 八代目中車 | 八代目中車 | 八代目中車   | 八代目中車 |  |  | 初代猿翁     | 初代猿翁     | 初代猿翁     | 初代猿翁     | 初代猿翁     | 初代猿翁     |  |  |            |            |            |            |                         |                         |                         |                         |                         |                         |          |          |          |          |  |  |  |  |  |  |  |  |  |  |  |  |  |  |
|              |              |              |              |              |              |  |  | 八代目中車 | 八代目中車 | 八代目中車 | 八代目中車 | 八代目中車   | 八代目中車 |  |  | 初代猿翁     | 初代猿翁     | 初代猿翁     | 初代猿翁     | 初代猿翁     | 初代猿翁     |  |  |            |            |            |            |                         |                         |                         |                         |                         |                         |          |          |          |          |  |  |  |  |  |  |  |  |  |  |  |  |  |  |
|              |              |              |              |              |              |  |  | 高杉早苗   | 高杉早苗   | 高杉早苗   | 高杉早苗   | 高杉早苗     | 高杉早苗   |  |  | 三代目段四郎 | 三代目段四郎 | 三代目段四郎 | 三代目段四郎 | 三代目段四郎 | 三代目段四郎 |  |  |            |            |            |            |                         |                         |                         |                         |                         |                         |          |          |          |          |  |  |  |  |  |  |  |  |  |  |  |  |  |  |
|              |              |              |              |              |              |  |  | 高杉早苗   | 高杉早苗   | 高杉早苗   | 高杉早苗   | 高杉早苗     | 高杉早苗   |  |  | 三代目段四郎 | 三代目段四郎 | 三代目段四郎 | 三代目段四郎 | 三代目段四郎 | 三代目段四郎 |  |  |            |            |            |            |                         |                         |                         |                         |                         |                         |          |          |          |          |  |  |  |  |  |  |  |  |  |  |  |  |  |  |
|              |              |              |              |              |              |  |  |            |            |            |            |              |            |  |  |              |              |              |              |              |              |  |  |            |            |            |            |                         |                         |                         |                         |                         |                         |          |          |          |          |  |  |  |  |  |  |  |  |  |  |  |  |  |  |
|              |              |              |              |              |              |  |  |            |            |            |            |              |            |  |  |              |              |              |              |              |              |  |  |            |            |            |            |                         |                         |                         |                         |                         |                         |          |          |          |          |  |  |  |  |  |  |  |  |  |  |  |  |  |  |
| 四代目段四郎 | 四代目段四郎 | 四代目段四郎 | 四代目段四郎 | 四代目段四郎 | 四代目段四郎 |  |  | 市川靖子   | 市川靖子   | 市川靖子   | 市川靖子   | 市川靖子     | 市川靖子   |  |  | 藤間紫       | 藤間紫       | 藤間紫       | 藤間紫       | 藤間紫       | 藤間紫       |  |  | 二代目猿翁 | 二代目猿翁 | 二代目猿翁 | 二代目猿翁 | 二代目猿翁              | 二代目猿翁              |                         |                         | 浜木綿子                | 浜木綿子                | 浜木綿子 | 浜木綿子 | 浜木綿子 | 浜木綿子 |  |  |  |  |  |  |  |  |  |  |  |  |  |  |
| 四代目段四郎 | 四代目段四郎 | 四代目段四郎 | 四代目段四郎 | 四代目段四郎 | 四代目段四郎 |  |  | 市川靖子   | 市川靖子   | 市川靖子   | 市川靖子   | 市川靖子     | 市川靖子   |  |  | 藤間紫       | 藤間紫       | 藤間紫       | 藤間紫       | 藤間紫       | 藤間紫       |  |  | 二代目猿翁 | 二代目猿翁 | 二代目猿翁 | 二代目猿翁 | 二代目猿翁              | 二代目猿翁              |                         |                         | 浜木綿子                | 浜木綿子                | 浜木綿子 | 浜木綿子 | 浜木綿子 | 浜木綿子 |  |  |  |  |  |  |  |  |  |  |  |  |  |  |
|              |              |              |              |              |              |  |  |            |            |            |            |              |            |  |  |              |              |              |              |              |              |  |  |            |            |            |            |                         |                         |                         |                         |                         |                         |          |          |          |          |  |  |  |  |  |  |  |  |  |  |  |  |  |  |
| 四代目猿之助 | 四代目猿之助 | 四代目猿之助 | 四代目猿之助 | 四代目猿之助 | 四代目猿之助 |  |  |            |            |            |            |              |            |  |  |              |              |              |              |              |              |  |  |            |            |            |            | 香川照之 （九代目中車） | 香川照之 （九代目中車） | 香川照之 （九代目中車） | 香川照之 （九代目中車） | 香川照之 （九代目中車） | 香川照之 （九代目中車） |          |          |          |          |  |  |  |  |  |  |  |  |  |  |  |  |  |  |
| 四代目猿之助 | 四代目猿之助 | 四代目猿之助 | 四代目猿之助 | 四代目猿之助 | 四代目猿之助 |  |  |            |            |            |            |              |            |  |  |              |              |              |              |              |              |  |  |            |            |            |            | 香川照之 （九代目中車） | 香川照之 （九代目中車） | 香川照之 （九代目中車） | 香川照之 （九代目中車） | 香川照之 （九代目中車） | 香川照之 （九代目中車） |          |          |          |          |  |  |  |  |  |  |  |  |  |  |  |  |  |  |
|              |              |              |              |              |              |  |  |            |            |            |            |              |            |  |  |              |              |              |              |              |              |  |  |            |            |            |            | 五代目團子              |                         |                         |                         |                         |                         |          |          |          |          |  |  |  |  |  |  |  |  |  |  |  |  |  |  |

## 受賞
- 1984年 - 7月松竹社長賞受賞。（『源平盛衰記・牡丹景清』)
- 1985年 - 9月十三夜会奨励賞受賞。（『菊宴月白浪』・『二人三番叟』）
- 1985年 - 7月松竹会長賞受賞。（『加賀見山再岩藤』・『二人三番叟』）
- 1990年 - 松竹会長賞受賞。（『連獅子』、仔獅子の精）
- 2002年 - 第23回松尾芸能賞・新人賞受賞。
- 2004年 - 3月国立劇場優。（『加賀見山旧錦絵』、お初）
- 2006年 - 浅草芸能大賞奨励賞受賞。
- 2007年 - 英国ローレンス・オリヴィエ賞・最優秀ダンス賞ノミネート。（『色彩間苅豆』、かさね）
- 2007年 - 1月第6回朝日舞台芸術賞・寺山修司賞受賞。
- 2009年 - 3月平成20年度芸術選奨新人賞・演劇部門受賞。（『祇園祭礼信仰記』「金閣寺」、雪姫・『色彩間苅豆』、かさね）[45]
- 2012年 - 第40回国際エミー賞・芸術番組部門ノミネート。（WOWOW制作番組『ブルーマン×市川亀冶郎 BLUEMAN MEETS 歌舞伎』）
- 2012年 - 第41回ベストドレッサー賞・学術・文化部門受賞。クールウール賞同時受賞。
- 2013年 - 第34回松尾芸能賞・優秀賞受賞。
- 2014年 - 第3回 水木十五堂賞受賞[46]。
- 2015年 - 第70回文化庁芸術祭優秀賞受賞。スーパー歌舞伎II『ワンピース』（新橋演舞場）
- 2016年 - 第51回紀伊國屋演劇賞 個人賞受賞。『元禄港歌』糸栄、『エノケソ一代記』田所（エノケソ）[47]。
- 2017年 - 第24回読売演劇大賞 男優賞受賞。『義経千本桜』。

## 出演作品

### 歌舞伎
- 第22回四国こんぴら歌舞伎大芝居 『かさね』腰元かさね（2006年4月、旧金毘羅大芝居）
- 五月大歌舞伎 『櫓のお七』お七（2006年5月、新橋演舞場）
- パルコ歌舞伎 『決闘! 高田馬場』 - 小野寺右京・堀部ほり・村上庄左衛門（三役） （2006年3月2-26日、PARCO劇場、三谷幸喜演出）[48]
- 博多座大歌舞伎 『NINAGAWA十二夜』腰元麻阿（2007年6月5日 - 28日、博多座、蜷川幸雄演出）[49]
- 七月大歌舞伎 『NINAGAWA十二夜』腰元麻阿（2007年7月7日 - 29日、歌舞伎座、蜷川幸雄演出）[50]
- 松竹大歌舞伎 『奥州安達原』袖萩／安倍貞任 、『義経千本櫻・吉野山』佐藤忠信実は源九郎狐（2007年10月30日 - 11月26日、巡業）[51]
- 二月花形歌舞伎 『義経千本桜』源義経、『団子売』お臼、『菅原伝授手習鑑』桜丸、『蜘蛛絲梓弦』（2008年2月1日 - 23日、博多座）[52]
- 『風林火山  晴信燃ゆ』武田晴信・山本勘助（2008年4月5日 - 27日、日生劇場）[53]
- 新秋九月大歌舞伎 『加賀見山旧錦絵』召使お初、『かさね』腰元かさね（2008年9月1日 - 25日、新橋演舞場）[54]
- 歌舞伎座百二十年秀山祭九月大歌舞伎 『竜馬がゆく』おりょう（2008年9月2日 - 26日、歌舞伎座）[55]
- 二月花形歌舞伎 『毛抜』腰元巻絹、『女殺油地獄』七左衛門女房お吉、『源平布引滝』九郎助娘小万・『蜘蛛絲梓弦』（2009年2月1日 - 25日、松竹座）[56]
- 六月大歌舞伎『NINAGAWA十二夜』腰元麻阿（2009年6月7日 - 28日、新橋演舞場）[57]
- 七月大歌舞伎『NINAGAWA十二夜』腰元麻阿（2009年7月5日 - 27日、松竹座）[58]
- 演舞場花形歌舞伎 『盟三五大切』芸者妲妃の小万実は民谷召使お六、『鬼揃紅葉狩』（2009年11月1日 - 25日、新橋演舞場）[59]
- 二月花形歌舞伎 『金幣猿島郡』、『三社祭』善玉、『瞼の母』金町の半次郎（2010年2月1日 - 25日、博多座）[60]
- 三月花形歌舞伎 『双蝶々曲輪日記』山崎屋与五郎放駒長吉、『連獅子』僧蓮念、『加賀見山旧錦絵』（2010年3月5日 - 27日、南座）[61]
- 第26回四国こんぴら歌舞伎大芝居 『源平布引滝』九郎助娘小万、『浮世風呂』三助政吉・『敵討天下茶屋聚』（2010年4月10日 - 25日、金丸座）[62]
- 五月花形歌舞伎 『男の花道』加賀屋歌右衛門、『夏祭浪花鑑』徳兵衛女房お辰、『蜘蛛絲梓弦』（2010年5月、御園座）[63]
- 第14回世界遺産劇場 東照宮奉納歌舞伎 『連獅子』（2010年9月、日光・東照宮五重塔前特別舞台）[64]
- 二月花形歌舞伎 『於染久松色読販』、『女殺油地獄』七左衛門女房お吉（2011年2月1日 - 25日、ル・テアトル銀座）[65]
- 五月花形歌舞伎 『義経千本桜・川連法眼館』（2011年5月3日 - 27日、明治座）[66]
- 芸術祭花形歌舞伎 『江戸ッ子繁昌記』女房お仲、『當世流小栗判官』（2011年10月2日 - 26日、新橋演舞場）[67]
- 二月花形歌舞伎 『天竺徳兵衛新噺』、『鬼揃紅葉狩』（2012年2月2日 - 26日、博多座）[68]
- 四月花形歌舞伎 『仮名手本忠臣蔵』早野勘平（2012年4月1日 - 25日、新橋演舞場）[69]
- 十一月花形歌舞伎 『蜘蛛絲梓弦』、『天竺徳兵衛新噺』（2012年11月3日 - 27日、明治座）[70]
- 大手町座第12回 市川猿之助歌舞伎舞踊公演 『角兵衛』、『連獅子』（2013年2月、日経ホール）[71]
- スーパー歌舞伎II 『空ヲ刻ム者』十和（2014年3月5日 - 29日、新橋演舞場／2014年4月5日 - 20日、松竹座）[72][73]
- 世界遺産劇場ETRA 平泉歌舞伎『静と知盛』『連獅子』（2014年8月、平泉・観自在王院跡）[74]
- 十月花形歌舞伎 『金幣猿島郡』、『獨道中五十三驛』（2014年10月3日 - 27日、新橋演舞場）[75]
- 明治座十一月花形歌舞伎 『夏祭女團七』、『四天王楓江戸粧』（2014年11月1日 - 25日、明治座）[76]
- 大手町座第16回 市川猿之助歌舞伎舞踊公演 『鶴亀』皇帝、『悪太郎』（2004年11月、日経ホール）[77]
- 壽初春大歌舞伎 『黒塚』（2015年1月2日 - 26日、歌舞伎座）[78]
- 四代目中村鴈治郎襲名披露二月大歌舞伎 『傾城反魂香』女房おとく、『連獅子』僧蓮念・『義経千本桜・川連法眼館』（2015年2月1日 - 25日、松竹座）[79]
- 中日劇場四月花形歌舞伎 『雪之丞変化』中村雪之丞・母ゆき・闇太郎、『口上』（2015年4月4日 - 26日、中日劇場）[80]
- 明治座五月花形歌舞伎 『男の花道』加賀屋歌右衛門、『あんまと泥棒』（2015年5月2日 - 26日、明治座）[81]
- 市川猿之助特別舞踊公演 『独楽』独楽売萬作、『双面水照月』法界坊の霊／野分姫の霊（2015年5月30日 - 6月24日、巡業）[82]
- 七月大歌舞伎 『蜘蛛絲梓弦』、『怪談 牡丹燈籠』三遊亭圓朝（2015年7月3日 - 27日、歌舞伎座）[83]
- 薬師寺奉納舞踊特別公演 『吉野山』忠信、『連獅子』（2015年8月、奈良・薬師寺）[84]
- スーパー歌舞伎II 『ワンピース』ルフィ、ハンコック、シャンクス（2015年10月7日 - 11月25日、新橋演舞場）[85]
- スーパー歌舞伎II 『ワンピース』ルフィ、ハンコック、シャンクス（2016年3月1日 - 25日、松竹座）[86]
- スーパー歌舞伎II 『ワンピース』ルフィ、ハンコック、シャンクス（2016年4月2日 - 26日、博多座）[87]
- 六月大歌舞伎 『義経千本桜』女房お柳実は典侍の局、お里、佐藤忠信実は源九郎狐（2016年6月2日 - 26日、歌舞伎座）[88]
- 七月花形歌舞伎 『柳影澤蛍火』 護持院隆光、『流星』、『荒川の佐吉』、『景清』 秩父庄司重忠（2016年7月2日 - 26日、歌舞伎座）[89]
- 八月納涼歌舞伎 『東海道中膝栗毛』 喜多八、『土蜘蛛』番卒（2016年8月9日 - 28日、歌舞伎座）[90]
- 松竹大歌舞伎 『獨道中五十三驛』（2016年10月1日 - 26日、巡業）[91]
- 壽新春大歌舞伎 『雙生隅田川』班目御前、口上、『黒塚』（2017年1月3日 - 27日、新橋演舞場）[92]
- 博多座二月花形歌舞伎 『男の花道』加賀屋歌右衛門、『艶姿澤瀉祭』、『雪之丞変化』中村雪之丞・闇太郎（2017年2月3日 - 26日、博多座）[93]
- 四月大歌舞伎 『伊勢音頭恋寝刀』仲居万野、『熊谷陣屋』熊谷妻相模、『奴道成寺』白拍子花子実は狂言師左近 （2017年4月2日 - 26日、歌舞伎座）[94]
- 五月花形歌舞伎 『金幣猿島郡』清姫・藤原忠文・白拍子花子実は清姫の霊、『怪談乳房榎』磯貝浪江（2017年5月2日 - 26日、大阪松竹座）[95]
- 六月大歌舞伎 『名月八幡祭』船頭三次、『浮世風呂』三助政吉、『一本刀土俵入』お蔦（2017年6月2日 - 26日、歌舞伎座）[96]
- 八月納涼歌舞伎 『団子売』お福、『東海道膝栗毛〜歌舞伎座捕物帖〜』喜多八（2017年8月9日 - 27日、歌舞伎座）[97]
- スーパー歌舞伎II 『ワンピース』（2017年10月6日 - 11月25日、新橋演舞場）[98] ※10月9日に左腕開放骨折したため10日より休演。代役は尾上右近[99]
- スーパー歌舞伎II 『ワンピース』（2018年4月 - 5月、大阪松竹座・御園座）※尾上右近とのダブルキャスト
- 新作歌舞伎『NARUTO-ナルト-』うちはマダラ（2018年8月、新橋演舞場）※片岡愛之助との交互出演
- 三谷かぶき『月光露針路日本_風雲児たち』庄蔵・エカテリーナ（2019年6月、歌舞伎座）
- 八月納涼歌舞伎『東海道中膝栗毛』喜多八（2019年8月9日- 27日、歌舞伎座）
- スーパー歌舞伎II 〔新版〕『オグリ』藤原正清後に小栗判官／遊行上人　※中村隼人との交互出演[100]（2019年10-11月、新橋演舞場、2020年2月博多座）
- 八月花形歌舞伎 『義経千本桜』佐藤忠信実は源九郎狐（2020年8月1日- 26日、歌舞伎座）[101]
- 吉例顔見世大歌舞伎 『蜘蛛の絲宿直噺』女童熨斗美/小姓澤瀉/番新八重里/太鼓持彦平/傾城薄雲（2020年11月1日- 26日、歌舞伎座）[102]
- 壽 初春大歌舞伎 『悪太郎』悪太郎（2021年1月2日- 27日、歌舞伎座）[103]
- 六月大歌舞伎 『日蓮』蓮長後に日蓮（2021年6月3日- 28日、歌舞伎座）[104]
- 七月大歌舞伎 『蜘蛛の絲宿直噺』（2021年7月4日- 29日、歌舞伎座）[105]
- 八月花形歌舞伎 『加賀見山再岩藤』（2021年8月20日- 28日、歌舞伎座）[106]
- 吉例顔見世大歌舞伎 『花競忠臣顔見勢』高師直／戸田の局／河雲松柳亭（2021年11月1日- 26日、歌舞伎座）[107]
- 十二月大歌舞伎 『新版 伊達の十役』（2021年12月1日- 26日、歌舞伎座）[108]
- 壽 初春大歌舞伎 『義経千本桜』佐藤忠信／忠信実は源九郎狐（2022年1月2日- 27日、歌舞伎座）[109]
- 三月大歌舞伎 『新・三国志　関羽篇』関羽（2022年3月3日- 28日、歌舞伎座）[110]
- 四月大歌舞伎 『天一坊大岡政談』天一坊（2022年4月2日- 27日、歌舞伎座）[111]
- 七月大歌舞伎 『當世流小栗判官』小栗判官／浪七（2022年7月4日- 29日、歌舞伎座）[112]
- 八月納涼歌舞伎 『浮世風呂』三助政吉、『弥次喜多流離譚』喜多八 （2022年8月5日- 30日、歌舞伎座）[113]
- 歌舞伎特別公演 『傾城反魂香』又平女房おとく、『博奕十王』博奕打 （2022年9月8日- 11日、大阪松竹座）[114]
- 芸術祭十月大歌舞伎 『鬼揃紅葉狩』更科の前実は戸隠山の鬼女、『荒川十太夫』堀部安兵衛 （2022年10月4日- 27日、歌舞伎座）[115]
- 二月花形歌舞伎 『新・三国志　関羽篇』関羽（2023年2月5日- 19日、博多座）[116]
- 鳳凰祭四月大歌舞伎 『新・陰陽師』蘆屋道満（2023年4月2日- 27日、歌舞伎座）[117]
- 明治座創業百五十周年記念『市川猿之助奮闘歌舞伎公演』 - 歌舞伎スペクタクル『不死鳥よ 波濤を越えて―平家物語異聞―』、三代猿之助四十八撰の内『御贔屓繫馬』（2023年5月、明治座）[118]

#### 春秋座芸術監督プログラム公演
- 市川猿之助春秋座特別舞踊会『助六』、『女伊達』（2014年2月3日）[119]
- 伝統芸能の今2014『空破』『風林火山』、『石橋』（2014年5月10日・11日）[120]
- 松竹大歌舞伎 西コース巡業『口上』、『義経千本桜・川連法眼館』（2014年9月24日）[121]
- 第一回 未来創伝 『黒塚（月の巻より）』、『八俣の大蛇II』（2014年12月25日）[122]
- 市川猿之助春秋座歌舞伎舞踊公演 『独楽』、『双面水照月』（2015年6月12日 - 14日）
- 伝統芸能の今2015 『葵上』、朗読舞踊『鉄輪』（2015年9月1日）[123]
- 藤間勘十郎 春秋座花形 舞踊公演 『種蒔三番叟』、『三社祭』悪玉（2016年2月27日）[124]
- 春秋座大歌舞伎『獨道中五十三驛』ダブルキャスト（2016年10月8日 - 11日）
- 市川猿之助・藤間勘十郎 春秋座花形舞踊公演 『流星』『黒塚』（2017年12月9日・10日）
- 市川猿之助 春秋座特別舞踊公演 『連獅子』狂言師右近後に親獅子の精（2021年9月2日-5日）
- 市川猿之助 春秋座特別舞踊公演 『口上』『戻駕色相肩』吾妻の与四郎（2022年9月2日-4日）

##### 海外公演
- 訪欧歌舞伎公演『藤娘』、藤の精、『かさね』かさね（2006年6月、ロンドン・サドラーズ・ウェルズ劇場、アムステルダム・スタッツスハウブルフ劇場）
- 歌舞伎パリオペラ座公演『勧進帳』義経、『紅葉狩』山神（2007年3月、オペラ座）[125]
- ロンドン公演『NINAGAWA十二夜』麻阿（2009年3月、ロンドン・バービカンシアター）[126]

#### 四代目市川猿之助襲名披露公演
- 六月大歌舞伎 『口上』、『義経千本桜・川連法眼館』、スーパー歌舞伎『ヤマトタケル』（2012年6月5日 - 29日、新橋演舞場）[127]
- 七月大歌舞伎 スーパー歌舞伎『ヤマトタケル』、『口上』、『黒塚』（2012年7月4日 - 29日、新橋演舞場）[128]
- 寿新春大歌舞伎 『義経千本桜・吉野山』、『口上』、『義経千本桜・川連法眼館』（2013年1月1日 - 26日、松竹座）[129]
- 三月大歌舞伎 『黒塚』、『口上』、『義経千本桜・川連法眼館』（2013年3月2日 - 26日、御園座 ※御名残御園座公演）[130]
- 第29回四国こんぴら歌舞伎大芝居 『義経千本桜・川連法眼館』、『口上』、『奥州安達ケ原』（2013年4月6日 - 21日、金丸座）[131]
- 六月大歌舞伎 『口上』、『義経千本桜・川連法眼館』、スーパー歌舞伎『ヤマトタケル』（2013年6月2日 - 26日、博多座）[132]
- 松竹大歌舞伎 『口上』、『義経千本桜・川連法眼館』（2013年7月1日 - 29日、東コース巡業）[133]
- 吉例顔見世興行東西合同大歌舞伎 『義経千本桜・川連法眼館』、『口上』、『黒塚』（2013年11月30日 - 12月26日、南座）[134]
- 松竹大歌舞伎『口上』、『一本刀土俵入』（2014年5月31日 - 6月27日、中央コース巡業）[135]
- 松竹大歌舞伎『口上』、『義経千本桜・川連法眼館』（2014年8月31日 - 9月26日、西コース巡業）[136]

#### 新春浅草歌舞伎
- 1999年 『菅原伝授手習鑑』「寺子屋」松王女房千代、『鳴神』雲の絶間姫
- 2001年 『鬼一法眼三略巻』「一条大蔵譚」常盤御前、『弁天娘女男白浪』「白波五人男」早瀬主水娘お浪実は弁天小僧菊之助・弁天小僧菊之助
- 2002年 『新版歌祭文』「野崎村」久作娘お光、『棒しばり』太郎冠者
- 2003年 『菅原伝授手習鑑』「車引」舎人桜丸、『奴道成寺』白拍子花子実は狂言師左近、『義経千本桜』「川連法眼館」源九郎判官義経
- 2004年 『毛抜き』腰元巻絹、『義経千本桜』「吉野山」静御前・佐藤四郎兵衛忠信実は源九郎狐
- 2005年 『曽我綉侠御所染』「御所五郎蔵」甲屋女房郁、『春興鏡獅子』小姓弥生後に獅子の精、『恋飛脚大和往来』「封印切」亀屋忠兵衛
- 2006年 『鳴神』雲の絶間姫、『仮名手本忠臣蔵』「五・六段目」女房おかる、『蜘蛛絲梓弦』童熨斗丸・薬売り彦作・番新八重里・座頭亀市・傾城薄雲実は女郎蜘蛛の精
- 2008年 『傾城反魂香』「土佐将監閑居」又平女房おとく、『弁天娘女男白浪』忠信利平、『祇園祭礼信仰記』「金閣寺」将監息女雪姫[137]
- 2009年 『鬼一法眼三略巻』「一條大蔵譚」一條大蔵長成、『一本刀土俵入』安孫子屋酌婦お蔦、『京鹿子娘道成寺』所化不動坊[138]
- 2010年 『正札附根元草摺』曽我五郎時致、『元禄忠臣蔵』富森助右衛門・『悪太郎』悪太郎[139]
- 2011年 『三人吉三巴白浪』お坊吉三、『独楽』独楽売萬作、『黒手組曲輪達引』番頭権九郎・牛若伝次・花川戸助六[140]
- 2012年 『南総里見八犬伝』庄屋蟇六・犬山道節、『敵討天下茶屋聚』安達元右衛門・片岡造酒頭[141]
- 2014年 『上州土産百両首』正太郎、『博奕十王』博奕打[142]

#### 亀治郎の会
- 第一回 『摂州合邦辻』玉手御前、『春興鏡獅子』小姓弥生のちに獅子の精（2002年8月、京都春秋座）
- 第二回 『藤娘』、『猩々』、『隅田川』（2003年8月、京都春秋座）
- 第三回 『一条大蔵譚』、『鷺娘』（2004年8月、京都春秋座）
- 第四回 『神霊矢口渡』、『船弁慶』（2005年8月、国立劇場・小劇場）
- 第五回 『奥州安達ケ原』、『天下傾城』（2006年8月、国立劇場・小劇場）
- 第六回 『平家女護島・俊寛』俊寛僧都、『京鹿子娘道成寺』白拍子花子（2008年8月、国立劇場・大劇場）[143]
- 第七回 『お夏狂乱』お夏、『身替座禅』右京、『忍夜恋曲者・将門』滝夜叉（2009年8月、国立劇場・小劇場）
- 第八回 『義経千本桜・川連法眼館』、『上州土産百両首』（2010年8月18日 - 22日、国立劇場・大劇場）[144]
- 第九回 『芦屋道満大内鑑〜葛の葉〜』、『博奕十王』（2011年8月19日 - 21日、国立劇場・大劇場）[145]020
- 第十回 『栴壇女道行』、『檜垣』、『連獅子』（2012年8月16日 - 20日、国立劇場・大劇場）[146]

### 舞台
- Team申 第3回公演『狭き門より入れ』 （2009年8月-9月、PARCO劇場） - 葉刈 役
- 『じゃじゃ馬馴らし』（2010年10月14日 - 30日、さいたま芸術劇場、蜷川幸雄演出） - キャタリーナ・ミノーラ 役
- 『ブルーマン×市川亀治郎 BLUEMAN MEETS歌舞伎』（2011年3月1日、ブルーマンシアター）[147]
- 『雨』（2011年6月9日 - 29日、新国立劇場・中劇場、井上ひさし作、栗山民也演出） - 徳 役[148]
- Team申 番外公演〜今、僕らが出来ること〜 朗読劇『家守綺譚』（2011年9月2日・3日、大阪・森ノ宮ピロティホール）
- 『その妹』（2011年12月2日 - 26日、シアタートラム、武者小路実篤作、河原雅彦演出） - 野村広次 役[149]
- Team申 番外公演II〜今、僕らが出来ること〜 朗読劇『幻色江戸ごよみ』（2012年3月1日 - 7日、PARCO劇場、宮部みゆき原作）
- 世界遺産劇場第十八回-醍醐寺- 〜醍醐の宴〜朗読劇『幻色江戸ごよみ』（2012年3月23日、京都総本山醍醐寺・宝聚院、宮部みゆき原作）
- 『助太刀屋助六 外伝』（2012年12月15日 - 24日、東京ル・テアトル銀座、岡本喜八原案、G2作・演出） - 助六 役
- Team申 番外公演III〜今、僕らができること〜 朗読劇『お文の影』『野槌の墓』（2013年5月3日 - 9日、京都・春秋座、大阪・森ノ宮ピロティホール、渋谷・さくらホール、宮部みゆき原作「ばんば憑き」）
- 『ヴェニスの商人』（2013年9月5日 - 10月14日、さいたま芸術劇場・上野学園ホール・北九州芸術大劇場・兵庫県芸術文化センター、ウィリアム・シェイクスピア作、蜷川幸雄演出） - シャイロック 役[150]
- 『元禄港歌〜千年の恋の森〜』（2016年1月7日 - 31日 渋谷・Bunkamuraシアターコクーン、2月6日 - 14日 シアターBRAVA!、秋元松代作、蜷川幸雄演出） - 糸栄 役[151]
- Team申 番外公演『男たちの棲家〜ドッコイ!俺たちはここに居る〜』（2016年5月20日 - 22日 京都芸術劇場 春秋座、5月24日 - 26日 八千代座）
- 『エノケソ一代記』（2016年11月27日 - 12月26日 世田谷パブリックシアター、三谷幸喜作・演出） - エノケソ 役[152]
- 劇団若獅子結成30周年記念公演 『月形半平太』（2017年9月26日 - 30日、新橋演舞場・扶桑文化会館・新歌舞伎座）[153]
- PARCO劇場オープニング・シリーズ『藪原検校』（2021年2月10日 - 3月7日 PARCO劇場、3月9日 - 10日 日本特殊陶業市民会館 ビレッジホール、3月13日 - 14日 こまつ芸術劇場・うらら、3月18日 - 21日 京都芸術劇場 春秋座、井上ひさし作、杉原邦生演出） - 杉の市 後の二代目藪原検校 役、首斬役人 役[154][155]

### テレビドラマ
- 大河ドラマ（NHK）
  - 風林火山（2007年） - 武田信玄 役
  - 龍馬伝（2010年）- 今井信郎 役
  - 鎌倉殿の13人（2022年）- 文覚 役
- パズル（2008年5月2日、テレビ朝日） - 橋本健治 役
- 七瀬ふたたび（2008年、NHK） - 高村刑事 役
- 新春ワイド時代劇「寧々〜おんな太閤記」（2009年1月2日、テレビ東京） - 豊臣秀吉 役
- 必殺仕事人2009（2009年2月6日、テレビ朝日） - 安川新吾 役
- スペシャル「白洲次郎」（2009年3月・9月、NHK） - 青山二郎 役
- ハンチョウ〜神南署安積班〜（2009年6月29日、TBS） - アンディ・マツオ 役
- 大仏開眼（2010年4月3日・10日、NHK） - 玄昉 役
- 月曜ゴールデン「駅弁刑事・神保徳之助4」（2010年5月3日、TBS） - 一之瀬修一 役

月曜ゴールデン「駅弁刑事・神保徳之助5」（2011年5月2日、TBS） - 一之瀬修一 役
- スペシャルドラマ「離婚シンドローム」（2010年6月30日、日本テレビ） - 伊藤光俊 役
- 土曜ドラマ「チャンス」（2010年8月 - 10月、NHK） - 藤本建治 役
- ドラマスペシャル「熱中時代」（2011年4月9日、日本テレビ） - 東条慶介 役
- JIN-仁- 完結編（2011年4月 - 6月、TBS） - 中岡慎太郎 役
- ブルドクター（2011年7月 - 9月、日本テレビ） - 大達高広 役
- オリンパスドラマスペシャル「光る壁画」（2011年10月1日、テレビ朝日） - 塚本修二郎 役
- 運命の人（2012年1月 - 3月、TBS） - 横溝宏 役
- そこをなんとか（2012年10月 - 12月、NHK BSプレミアム） - 東海林弘明 役
- 信長のシェフ（2013年2月 - 3月、テレビ朝日） - 顕如 役
- 潜入探偵トカゲ 第5話（2013年5月16日、TBS） - 須藤善樹 役
- ぴんとこな（2013年7月 - 9月、TBS） - 河村樹藤 役
- 水曜ミステリー9「カメラマン亜愛一郎の迷宮推理」（2013年11月13日、テレビ東京） - 主演・亜愛一郎 役
- 信長のシェフパートII（2014年7月 - 9月、テレビ朝日） - 顕如 役
- そこをなんとか2（2014年8月 - 9月、NHK BSプレミアム） - 東海林弘明 役
- ようこそ、わが家へ（2015年4月 - 6月、フジテレビ） - 赤崎信士 役
- 金曜プレミアムスペシャルドラマ「私という名の変奏曲」（2015年10月2日、フジテレビ） - 浜野康彦 役
- ブラックペアン（2018年4月22日 - 6月24日、TBS） - 西崎啓介 役
- 集団左遷!! 第2話（2019年4月28日、TBS） - 町田良介 役
- 夢食堂の料理人〜1964東京オリンピック選手村物語〜（2019年7月23日、NHK総合） - 村山信一 役
- 半沢直樹 第1話 - 第4話（2020年7月19日 - 8月9日、TBS） - 伊佐山泰二 役[156][157]
- ミヤコが京都にやって来た!（2021年1月 - 2月、ABCテレビ・テレビ神奈川） - 淳平 役[158][159]
- 東京地検の男（2021年3月24日、テレビ朝日） - 三枝浩一 役[160][161]
- 岸辺露伴は動かない 第5話（2021年12月28日、NHK総合） - 乙雅三 役[162]
- 最初はパー（2022年10月28日 - 12月16日、テレビ朝日） - 澤村銀平 役[163]

### 映画
- 蛇にピアス（2008年） - 刑事 役 ※特別出演
- ザ・マジックアワー（2008年） - カメ 役
- 花のあと（2010年） - 藤井勘解由 役
- 恋するナポリタン 〜世界で一番おいしい愛され方〜（2010年） - 水沢譲治 役
- シャッフル（2011年） - 神宮寺（アガサ）役
- 道〜白磁の人〜（2012年） - 朝田政歳 役
- 天地明察（2012年） - 関孝和 役
- シネマ歌舞伎・ヤマトタケル（2013年） - 小碓命、後にヤマトタケル／大碓命 役
- 超高速!参勤交代（2014年） - 徳川吉宗 役
- 超高速!参勤交代 リターンズ（2016年） - 徳川吉宗 役
- シネマ歌舞伎・スーパー歌舞伎II ワンピース（2016年） - ルフィ、ハンコック、シャンクス 役
- 花戦さ（2017年） - 豊臣秀吉 役[164]
- シネマ歌舞伎 東海道中膝栗毛（2017年） - 喜多八 役[165]

### テレビアニメ
- ONE PIECE 〜アドベンチャー オブ ネブランディア〜（2015年12月19日、フジテレビ） - コーメイ 役[166]
- ONE PIECE エピソードオブ空島（2018年8月25日、フジテレビ） - ガン・フォール 役[167]

### バラエティ
- ネプリーグ（フジテレビ）
  - 2008年4月21日 ネプチューンチーム
  - 2009年6月22日 ネプチューンチーム
  - 2009年11月2日 ネプチューンチーム
  - 2010年7月5日 ネプチューンチーム
  - 2011年1月10日 慶應チーム
  - 2011年8月15日 インテリチーム
  - 2014年3月3日 スーパー歌舞伎II「空ヲ刻ム者」チーム
  - 2020年11月30日 インテリ昭和生まれチーム
  - 2023年5月15日 歌舞伎俳優チーム
- サラリーマンNEO 「セクスィー部長 マネーの男」（2009年12月、NHK総合） - 男 役
- にほんごであそぼ（2010年1月 - 2013年3月、NHK教育）
- 発掘!お宝ガレリア（2016年5月5日・12日、6月11日・18日、10月19日 - 2017年2月8日、2017年4月6日 - 9月21日 、NHK総合） - 司会
- LIFE!〜人生に捧げるコント〜（2016年11月17日、2017年10月9日、NHK総合） - 梅雨明太夫 役（2016年）、4代目市川猿之助本人 役（2017年）
- 鶴瓶のスジナシ!（2017年9月11日、CBCテレビ） - 理事長カモイケ 役
- 今夜はナゾトレ（フジテレビ） - 不定期出演
- くりぃむクイズ ミラクル9（テレビ朝日） - 不定期出演
- 風雲!たけし城（2023年4月21日 - 4月28日、Amazon Prime Video）

### ドキュメンタリー
- 伝統芸能の獅子たち〜市川亀治郎　異端(カブキ)を継ぐもの（2010年3月、NHKBSハイビジョン）
- 知られざる物語 京都1200年の旅（2011年10月11日 - 2014年9月、BS朝日） - ナビゲーター
- 新・猿之助誕生（2012年8月、NHK総合）
- いまこそ、シェイクスピア（2021年5月15日、NHK BSプレミアム）[168]

### 音楽番組
- 第44回思い出のメロディー（2012年8月18日、NHK総合） - 司会
- 第63回NHK紅白歌合戦（2012年12月31日、NHK総合） - ゲスト出演

### ラジオ
- 邦楽ジョッキー（2001年 - 2004年、NHK-FM） - パーソナリティ
- 市川亀治郎のオールナイトニッポンGOLD（2010年2月16日、ニッポン放送） - 笑福亭鶴光と共演
- 井之上チャルの市川猿之助にぴたっと（2013年1月27日、ABCラジオ）
- 福山雅治のオールナイトニッポンサタデースペシャル・魂のラジオ（2013年2月23日、ニッポン放送） - ゲスト出演

### CM
- 金精軒『信玄餅』（2008年 - 終了）
- アサヒビール『芋焼酎かのか』黒麹仕込み（2010年）
- 大鵬薬品『ソルマック』（2012年 - 終了）
- JA全農にいがた『新潟米!コシヒカリ』（2013年 - ）
- ミツカン『くめ納豆』「イヨォー豆!篇」（2014年）
- スズキ「初売り座」「大決算市」（2014年・2015年）
- 高橋書店『手帳は高橋』「未来がはじまるよ」（2015年）
- 西川産業「西川450周年大感謝祭記念」（2016年）
- 『コトダマン2.5周年』特命部長市川エンノスケ(2020年)
- アフラック生命保険『アフラックからの手紙』「出ないを出るに」「出るに変えた男」（2020年・2021年）
- 総務省/経済産業省 経済センサス-活動調査広報「提出促進」篇 (2021年5月20日 -) [169]

### その他
- 「ボストン美術館　浮世絵名品 展」音声ガイド（2011年、山種美術館）
- 「2代目市川亀治郎大博覧会」開催（2012年4月28日 - 5月9日、渋谷ヒカリエホール）[170]
- 「ボストン美術館　浮世絵名品 展　北斎」音声ガイド（2013年12月21日 - 2014年11月9日、名古屋ボストン美術館・神戸市立博物館・北九州市立美術館分館・上野の森美術館）
- 「春日大社　千年の至宝 展」音声ガイド（2017年1月17日 - 3月12日、東京国立博物館・平成館）[171]

## 書籍
- 「神仏のまねき」（梅原猛「神と仏」対論集 第三巻）（2006年10月26日、角川学芸出版）
- 「カメ流」（2008年4月、角川学芸出版）
- 「亀治郎の肖像」（2012年5月6日、文化出版局）
- 「祝!四代目市川猿之助襲名記念『僕は亀治郎でした。』」（2012年8月3日、集英社）
- 「炎より熱く」小松成美著（PHP研究所／角川学芸出版）
- 「歌舞伎未来型」小松成美著（マガジンハウス）
- 写真集「四代目市川猿之助」長塚誠志撮影（2015年10月1日、ピエブックス）
- 「猿之助、比叡山千日回峰行者を訪ねる」光永圓道共著（2016年1月20日、春秋社）
- 「猿の眼　僕ノ愛スル器タチ」（2016年2月19日、淡交社）

## お家芸
- 猿翁十種
- 澤瀉十種
- 猿之助十八番
- 猿之助四十八撰